# Philippe Paimblanc
Philippe Paimblanc est un acteur français de cinéma et de télévision.

## Filmographie

### Télévision
- 2023 : Le Colosse aux pieds d'argile de Stéphanie Murat : Dilou
- 2021 : Les Aventures du jeune Voltaire d'Alain Tasma : Richelieu, âgé
- 2015 : Lebowitz contre Lebowitz de Frédéric Berthe
- 2013 : Crime d'État de Pierre Aknine : Alain Peyrefitte
- 2007 : Épuration de Jean-Louis Lorenzi : Benède
- 2005 : Le Bal des célibataires de Jean-Louis Lorenzi : Bernède
- 2005 : Le Triporteur de Belleville de Stéphane Kurc : Professeur Caban
- 2002 : Avocats et Associés, épisode Petit coup de blues : Le président des Assisses
- 2000 : Avocats et Associés, épisode Le bébé de la finale : Le Président
- 2000 : Commissaire Moulin, épisode Mortelle séduction : Maurice
- 2000 : Boulevard du Palais, épisode La jeune morte : Mandarin
- 1997 : Rachel et ses amours de Jacob Berger :  Simon
- 1996 : L'Orange de Noël de Jean-Louis Lorenzi : Jules Bernède
- 1996 : Dans un grand vent de fleurs  (mini-série) : Francesco Salvoni
- 1995 : Capitaine Cyrano de Maurice Failevic : Le forgeron
- 1989 : L'ingénieur aimait trop les chiffres de Michel Favart : Michaux
- 1984 : Série noire : Un chien écrasé de Daniel Duval

### Cinéma
- 2015 : Rosalie Blum de Julien Rappeneau
- 2015 : Ares de Jean-Patrick Benes
- 2012 : Après Mai d’Olivier Assayas : Le proviseur
- 2011 : Un amour de jeunesse de Mia Hansen-Løve : Le 1er antiquaire
- 2010 : Happy Few d’Antony Cordier :  Le père de Franck
- 2009 : Le Père de mes enfants de Mia Hansen-Løve :  Le directeur adjoint du laboratoire
- 2008 : L'Heure d'été d’Olivier Assayas : Le maire de Valmondois
- 2004 : Les Revenants de Robin Campillo : Clément
- 2003 : Léo, en jouant « Dans la compagnie des hommes » d’Arnaud Desplechin : Un acteur
- 2003 : Taxi 3 de Gérard Krawczyk : Militaire
- 2001 : Le Fabuleux Destin d'Amélie Poulain de Jean-Pierre Jeunet : Le contrôleur du train
- 1998 : La voie est libre de Stéphane Clavier : Monsieur Francastel
- 1989 : Foutaises de Jean-Pierre Jeunet (court métrage)
- 1988 : Camille Claudel de Bruno Nuytten : Giganti